# Achelia echinata
Achelia echinata är en havsspindelart som beskrevs av Hodge, G. 1864. Enligt Catalogue of Life ingår Achelia echinata i släktet Achelia och familjen Ammotheidae, men enligt Dyntaxa är tillhörigheten istället släktet Achelia och familjen Acheliidae. Arten är reproducerande i Sverige. Inga underarter finns listade i Catalogue of Life.